# 本牧埠頭駅

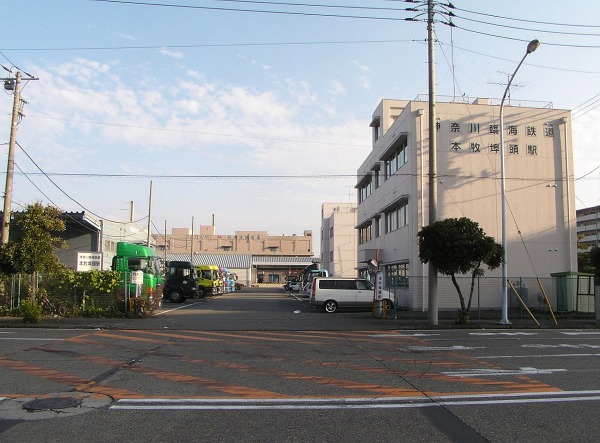
運送業者などが入居する駅事務所。駅の西側に置かれている（2006年12月）

本牧埠頭駅（ほんもくふとうえき）は、神奈川県横浜市中区本牧ふ頭にある、神奈川臨海鉄道本牧線の貨物駅である。本牧線の終点にあたる。

## 歴史
- 1969年（昭和44年）10月1日：開業[1]。
- 2008年（平成20年）4月：海上コンテナ輸送の実証実験を開始。2年間の予定。

## 駅構造
地上駅であり、コンテナホーム2面と荷役線3線（1・2・3番線）を有する。コンテナホームは相対式に配置されており、西側のものに荷役線2線（1・2番線）、東側のものに荷役線1線（3番線）が接する。東側（海側）のホームは輸送実験のために新設されたものである。西側のホームには神奈川臨海通運（神奈川臨海鉄道のグループ会社）所有の荷役・貸し倉庫が併設されている。
横浜本牧駅方から駅前の通りを横切って当駅へと線路が伸びており、列車が通過する際はこの踏切に設置してある踏切信号機を作動させ、安全確認の後に牽引機関車が大きな警笛を鳴らして通過していく。

## 取扱う貨物の種類
当駅はコンテナ貨物のみの取扱駅である。隣駅の横浜本牧駅が大型コンテナや20・40フィート海上コンテナを取り扱えるのに対し、当駅は従来より12フィートしか取り扱っていなかったが、2008年4月から始まった実証実験（後述）を行うため、新たに20 ft・40 ft海上コンテナの取り扱いを開始した。しかし、仙台臨海鉄道仙台港駅とを結ぶ海上コンテナ専用列車自体が2010年3月のダイヤ改正で廃止となったため、この輸送実験も実用化には至らずすでに終了している。
主な取扱品目は、石巻港駅発送の日本製紙石巻工場製の印刷紙や、新潟貨物ターミナル駅発送の北越コーポレーション新潟工場製の高級洋紙である。なお、北越製紙の高級洋紙は以前は専用貨物列車に連結されて当駅を発着していたが、輸送の適正化から2007年3月18日のダイヤ改正を期に高速貨物列車で当駅に発着するようになり、輸送の速達化が図られている。また、2006年8月末まで二本木駅から日本曹達の家畜飼料添加物「DL-メチオニン」が当駅まで輸送されていた。
駅には神奈川臨海通運所有の貸し倉庫が併設され、到着した貨物の保管・管理などを目的とした荷主・通運会社に貸し出している。速達輸送向けの横浜本牧駅に対して、こちらは大量貨物の計画輸送・保管等の業務に優れている。これらの設備を利用し、当駅で扱う輸出用紙製品の取り扱いを日本紙運輸倉庫株式会社の関連会社である青葉興業株式会社が請け負っており、貸し倉庫を借りて到着した列車からのコンテナ取り下ろしや輸出用紙の保管、通関業務、20 ft海上コンテナへの詰め替えや埠頭への持ち込みなどを総括して行っている。かつて行われていた日本曹達のDL-メチオニン輸送も当駅の倉庫を借り、同様の業務を行っていた。
なお、前述のとおり従来から海上輸送に対応していない12 ftコンテナの取り扱いが主であったため、当駅には海上輸送対応の海上コンテナへ詰め替える設備が倉庫の裏に備えられている。

## 海上コンテナの鉄道輸送実証実験
横浜市港湾局・国土交通省関東地方整備局・国土交通省関東運輸局・横浜港メガターミナル・神奈川臨海鉄道で組織された「京浜港物流高度化推進協議会」では、以前から鉄道駅と港を効率的に利用した新しい物流サービスの実現を目指してきた。
これに先駆けて、2008年（平成20年）4月、横浜港本牧ふ頭BC突堤コンテナターミナルに隣接する当駅のC突堤側に、新たに海上コンテナ専用のコンテナホームを整備した上で、従来仙台港駅 - 横浜本牧駅間に設定されていた20両編成の海上コンテナ専用列車のうち、コンテナ車5両分の発着駅を当駅に変更。当時、列車は横浜本牧駅 - 本牧埠頭駅に1日1往復設定されており、当駅には火曜日 - 土曜日の朝方に仙台港駅からの到着があった。逆に仙台港駅への発送については、月曜日 - 金曜日の正午頃に設定されていた。これにより、当駅には新たに20 ft・40 ft海上コンテナに対応したリーチスタッカー1台が配備されたが、これは以前横浜本牧駅でトップリフターの予備機として使用していたものであった。
この実証実験は、2010年（平成22年）3月までの2年間行われる予定であったが、前述の通り海上コンテナ専用列車自体が廃止となってしまったため、実用化に至らないままこの輸送実験は終了している。

## 駅周辺
横浜港・本牧埠頭のC突堤入口左手に位置し、周辺は倉庫や海運会社の事務所等が立ち並ぶ。また、駅の裏手にはC突堤のコンテナターミナルを望むことが出来、山積にされている大量の海上コンテナは圧巻である。駅前の通りには海上コンテナを積載したトラックが多数走っている。
- 本牧ポートハイツ
- 本牧海づり施設
- 横浜港シンボルタワー
- 首都高速湾岸線 本牧ふ頭出入口

## 隣の駅
神奈川臨海鉄道
本牧線
横浜本牧駅 - 本牧埠頭駅